# Wilfred Jacobs
Wilfred Ebenezer Jacobs (ur. 19 października 1919, zm. 11 marca 1995), polityk Antigui i Barbudy, pierwszy po uzyskaniu niepodległości przez kraj gubernator generalny w latach 1981–1993. 
Pełnił funkcję gubernatora z ramienia Wielkiej Brytanii od 1967, jeszcze przed uzyskaniem przez Antiguę i Barbudę niepodległości. Jego następcą na stanowisku gubernatora generalnego został w listopadzie 1993 James Carlisle.